# 島根県庁舎
島根県庁舎（しまねけんちょうしゃ）は地方公共団体である島根県の庁舎。松江市殿町に所在する。

## 概要
松江城三の丸跡地に立地する五代目の庁舎（現庁舎）は1959年（昭和34年）に竣工した建物で、鉄筋コンクリート造地上6階、地下2階建て、塔屋付の建物である。島根県庁周辺整備計画により、県庁舎、県民会館、県立図書館、県立武道館が計画的に建設され、同計画は1970年（昭和45年）に日本建築学会賞（業績賞）を受賞した。
県庁舎本庁舎の設計者は島根県出身の安田臣で、正面ピロティに大芦石（松江市）、玄関ホールに大根島石（松江市）や福光石（大田市）、議事堂玄関ホールに荒島石（安来市）を使用している。

## 沿革
- 1871年 - 廃藩置県により松江県、広瀬県、母里県を設置。同年、松江県、広瀬県、母里県、隠岐国を統合して島根県を設置。松江城三の丸の南側にあった松平直応邸を改造して県庁舎としたが、1874年（明治7年）6月に新庁舎（初代県庁舎）を建設した[2]。
- 1876年 - 浜田県を編入（現在の島根県域となる）。同年8月、鳥取県を編入し（俗称）「大島根県」となる。
- 1879年 - 2月に新庁舎を建築（二代目県庁舎）[2]。
- 1881年 - 旧鳥取県の地域を分離し、現在の島根県域となる。
- 1907年 - 9月1日、京都府庁舎を参考として三代目県庁舎起工[2]。
- 1909年 - 3月1日、三代目県庁舎が竣工[2]。
- 1945年 - 8月24日、松江騒擾事件（県庁焼討事件）で県庁舎が全焼[2]。
- 1947年 - 6月までに県庁舎の約50パーセントを再建[2]。昭和天皇が県庁に行幸（昭和天皇の戦後巡幸）[3]。
- 1951年 - 3月、四代目県庁舎が竣工[2]。
- 1956年 - 12月、原因不明の出火により県庁舎の約80パーセントを焼失[2]。
- 1957年 - 9月9日、五代目県庁舎が着工[2]。
- 1959年 - 1月25日、五代目県庁舎（現在の本庁舎）が竣工（島根出身で建設省営繕局の安田臣が設計）[2][4]。
- 1982年 - 第37回国民体育大会開催。昭和天皇が県庁に行幸[5]。
- 2019年 - 島根県庁舎および議事堂が国の登録有形文化財となる[1]。
- 2020年 - 島根県庁舎を含む島根県立博物館・島根県民会館・島根県立図書館・島根県立武道館などの県庁一帯の建物が2019年度のDOCOMOMO JAPAN選定 日本におけるモダン・ムーブメントの建築に選定された[6]。

## 庁舎
本庁舎、分庁舎、南庁舎、東庁舎、第二分庁舎、第三分庁舎、議事堂別館がある。このうち本庁舎と第三分庁舎（建設時は県立博物館本館）が国の登録有形文化財となっている。

### 本庁舎
島根県庁本庁舎は安田臣の設計による建物で、2019年に国の登録有形文化財となった。
- 所在地：島根県松江市殿町1番地
- 竣工：1959年（昭和34年）
- 構造：RC造地上6階地下2階建

地下には全国で唯一の職員共済組合支部直営の食堂があったが2025年（令和7年）秋に閉店し、隣接する売店も8月末で閉店することになり、以後は民間の委託先を公募して運営する方針である。

### 第三分庁舎
島根県庁第三分庁舎は菊竹清訓の設計により、1958年（昭和33年）に島根県立博物館として建設された建物である。2019年に国の登録有形文化財となった（旧県立博物館本館）。耐震改修後に島根県庁第三分庁舎となっている。
- 所在地：島根県松江市殿町1番地
- 竣工：1958年（昭和33年）

## アクセス
- JR松江駅から約2km
- 一畑電鉄松江しんじ湖温泉駅から約1km